# Баткас, Дик
Ричард Марвин «Дик» Баткас (англ. Richard Marvin "Dick" Butkus; 9 декабря 1942, Чикаго, Иллинойс — 5 октября 2023, Малибу, Калифорния) — американский футболист, получивший широкое признание, как величайший лайнбэккер своего поколения и всех времен. Баткас играл в американский футбол за университет штата Иллинойс и за клуб НФЛ Чикаго Бэарз. В 1979 году введён в Зал Славы НФЛ, отыграв 9 сезонов за Чикаго.

## Молодые годы
Младший из семи детей, литовский американец Баткас вырос в Роузлэнде на юге Чикаго. Он играл в футбол под началом тренера Берни О’Брайана в Чикагском профтехучилище. Там он познакомился с Патриком О’Нилом, Тайлером Волком и Эриком Паркером, игравшими с ним вместе на позиции лайнбэккеров и ставшими его друзьями на всю жизнь. Эти ребята были известны тогда на всю конференцию под именем «Свирепая четверка». В то время Баткас не являлся поклонником Чикаго Беарз, предпочитая посещать некоторые игры клуба Чикаго Кардиналз и игры на День Благодарения между Детройт Лайонс и Грин Бэй Пэкерз.

## Карьера в колледже
В Иллинойсе Баткас играл на позициях центра и лайнбэккера с 1962 по 1964 год. Дважды, в 1963 и 1964 годах, он единогласно выбирался в Ол-Америкэн тим, в которую попадают выдающиеся спортсмены сезона в своём виде спорта. В 1963 году Баткас выиграл премию Чикаго Трибьюн Сильвер Футбол как самый ценный игрок Большой Десятки, после чего в 1964 году Ассоциация Тренеров Американского Футбола присудила ему звание Игрок Года. В 1963 году Баткас финишировал шестым по итогам голосования за Хайсман Трофи — приз, вручающийся самому выдающемуся игроку университетского футбола, а в 1964 году в этом голосовании добрался до третьего места — выдающееся достижение для игрока его позиции, учитывая, что этот приз в основном вручают игрокам нападения.
Баткас является членом Пигскин Клуба в Вашингтоне, округ Коламбия, в котором состоят футболисты Ол-Америкэн тим.
После завершения университетской карьеры, Баткас продолжает получать признание за свою игру. В 1983 году он был введён в Зал Славы Университетского Футбола, и является одним из двух игроков, чей № 50 изъят из обращения в футбольной программе Университета штата Иллинойс (вторым игроком является Гарольд «Рэд» Грейндж, № 77). В 1990 году Баткас был включен в Команду Веков Уолтера Кэмпа, а в 2000 году журналом Чикаго Футбол Ньюс был назван одним из шести лучших игроков университетского футбола. В 2007 году Баткас занял 19 место в Топ-25 игроков университетского футбола, созданного телекомпанией ESPN.
В 1985 году, в спортивном клубе Даунтаун в Орландо, штат Флорида, приняли решение учредить премию Дик Баткас Эуорд, вручаемую ежегодно самому выдающемуся лайнбэккеру в школе, колледже или на профессиональном уровне, которого выбирает национальная команда, состоящая из 51 тренера и журналистов. В 2008 году контроль за вручением этого приза передали в Фонд Баткаса со штаб-квартирой в Чикаго, штат Иллинойс.

## НФЛ
Баткас был выбран в первом раунде драфта одновременно клубом Денвер Бронкос из АФЛ и его домашним клубом, Чикаго Беарз из НФЛ. В итоге он подписал контракт с Чикаго и более в своей профессиональной карьере не играл ни за какой другой клуб. Баткас восемь раз участвовал в Про Боул и шесть раз выбирался в лучшую команду Лиги. В своём первом сезоне Баткас стал лидером своего клуба по тэклам, перехватам, вынужденным фамблам, восстановленным фамблам, и на протяжении всей своей дальнейшей профессиональной карьеры он оставался лидером своего клуба по всем этим показателям. В своей карьере Баткас восстановил 27 фамблов, что являлось рекордом НФЛ к моменту выхода его на пенсию. Он был самым устрашающим игроком своей эры и даже появился на обложке журнала Спортс Иллюстрэйтед в 1970 году, с подписью «Самый страшный человек в игре». Самый продуктивный сезон выдался у него в 1970 году, в котором Баткас заработал 132 тэкла, 84 передачи, 3 перехвата и 2 восстановленных фамбла.
Одна из самых сильных сторон Баткаса была в том, что он мог в любой ситуации лишить мяча его обладателя. Хоть в те времена и не велась такая статистика, все отмечали, что Баткас, несомненно, будет одним из вечных лидеров лиги по вынужденным фамблам.
В 1975 году Баткас подал иск против своего клуба, обвиняя их в том, что руководство «медведей» сознательно держало его на поле, в то время как ему требовалась операция на коленных суставах. Беарз отказали тогда ему и некоторым другим игрокам в праве обследования их другими врачами, разрешив обслуживаться только у клубного медперсонала. Руководство клуба хотело тогда применить обезболивающие, чтобы Баткас, главная движущая сила защиты клуба, продолжал играть.
Из-за судебного процесса отношения между Диком Баткасом и владельцем клуба Джорджем Халасом испортились, несмотря на тот факт, что между ними было много общего (оба родились и выросли в Чикаго, были выпускниками университета Иллинойса). Баткас вернулся в Чикаго в 1985 году в качестве аналитика радиопередач, сотрудничая с первого года с Уэйном Ларриви и бывшим квотербеком Сент-Луис Кардиналс Джимом Хартом.
Дик Баткас был избран телекомпанией ESPN в число семидесяти великих спортсменов двадцатого века, а также в число девяти великих игроков НФЛ по версии Спортинг Ньюс, и в пятерку лучших по версии агентства Ассошиэйтед Пресс. Национальная Футбольная Лига в 2000 году включила его в Команду Всех Времен. Он был избран в Зал Славы Профессионального Футбола в 1979 году. Баткас был назван главным тренером клуба Чикаго Энфорсерс, выступавшим в лиге XFL, созданной в противовес НФЛ с намерением проводить свои соревнования в её межсезонье и просуществовавшей всего один сезон в 2001 году. Однако в течение этого сезона он был заменен на Рона Майера, продолжившего тренировать клуб до распада этой лиги.

## Благотворительность
- Фонд Баткаса — после завершения карьеры в НФЛ, Дик Баткас активно занимается благотворительностью. Фонд Баткаса создан именно для получения и управления средствами на благотворительные цели.

- Компания Я Играю Чисто — Баткас решает вопросы применения стероидов среди спортсменов через эту компанию, начиная с воспитания и поощрения школьников, настраивая их на правильный выбор — уметь играть чисто через активные тренировки, не прибегая при этом к применению опасных и незаконных стероидов.

- Баткас Эуорд — награда, учрежденная в 1985 году, является на сегодняшний день одной из самых престижных премий в университетском футболе. Фонд Баткаса вернул управление этой наградой в Чикаго, чтобы в полной мере реализовать первоначальную цель вручать её за спортивные достижения и заслуги перед обществом игроку на позиции лайнбэккер, выбираемого среди команд колледжей, университетских и профессиональных клубов. Независимая отборочная комиссия Баткас Эуорд, возглавляемая Хабом Эркашом из журнала Про Футбол Уикли, состоит из 51 эксперта, включая скаутов колледжей, университетов и профессиональных клубов, а также известных спортивных журналистов.

- Сердечно-сосудистый Центр Дика Баткаса — некоммерческая организация, базирующаяся в округе Ориндж (штат Калифорния), аттестованная для проведения тестирований и анализов с целью выявления групп риска, связанных с сердечно-сосудистыми заболеваниями.

- Благотворительное вино Каберне Совиньон «Легенды 51» — вся выручка от продажи этого вина поступает в фонд Баткаса для финансирования компании «Я играю чисто». Вино было выпущено в 2009 году.

- Благотворительная Ночь Сражений — ежегодное мероприятие, проводимое в этом формате с 2002 года, в которой участвуют знаменитости бокса и в рамках которой проводится восемь боев по олимпийской системе. Все средства, вырученные от проведения Ночи Сражений, поступают в Фонд Баткаса. В рамках этой акции также проводится аукцион, на котором реализуются памятные вещи спортсменов, их произведения искусства. Как правило в акции принимают участие сам Дик Баткас, а также великие игроки клуба Чикаго Беарз — Майк Дитка, Гэйл Сейерз, Дин Хэмптон и другие гости.

## После футбола
Закончив карьеру игрока, Баткас стал известной знаменитостью, телеведущим и актёром. Он появлялся в таких кинокартинах, как «Гас», «Крэкин Ап», «Необходимая жестокость», «Эни Гивен Санди», «Опасный Джонни», являясь также регулярным участником ТВ-шоу и различных телефизионных фильмов, позднее снявшись в нескольких рекламных кампаниях.
Сын Дика Баткаса, Майкл, в 1990 году выиграл Роуз Боул вместе со своей командой из университета Южной Калифорнии на позиции дифенсив лайнмена, и регулярно участвует в программе отца «Я Играю Чисто». Племянник Баткаса, Люк Баткас, 19 февраля 2007 года был принят на работу в Чикаго Беарз на позицию тренера нападения.